# Краснозоринское сельское поселение
Краснозоринское сельское поселение — муниципальное образование в Боковском районе Ростовской области.
Административный центр поселения — посёлок Краснозоринский. Расположен в 300 км. от административного центра Ростовской области — города Ростов-на-Дону и в 100 км от ближайшей железнодорожной станции — города Миллерово. Занимает 222 кв. км., или 11,5% от все территории боковского района.

## География
Сельское поселение расположено на юго-западе Боковского района Ростовской области, в степной зоне. На территории сельского поселения, через посёлок Яблоновский, пролегает трасса областного значения Миллерово — Вёшенская.

## История
История сельского поселения и его центра, посёлка Краснозоринского, является сравнительно молодой и берёт свое начало в первое послереволюционное десятилетие. В 1929 году здесь был образован первый в округе совхоз: «Зерносовхоз №8», который в 1935 году получил название «Красная заря». Вместе с совхозом возникло поселение, которое впоследствии стало посёлком Краснозоринский.
Местоположение совхоза ориентировалось на чернозёмные почвы степной зоны. Поэтому сельское хозяйство, а в первую очередь ― растениеводство, по-прежнему остаётся основной экономической отраслью Краснозоринского сельского поселения. На данный момент на территории поселения располагается около 20 га земельных угодий, где осуществляют свою деятельность 42 сельскохозяйственных предприятия.
Начиная с марта 2016 года администрация муниципального образования в целях дальнейшего развития фермерского хозяйства выделяет гранты для начинающих фермеров.

## Состав сельского поселения
| № | Населённый пункт | Тип населённого пункта          | Население |
| - | ---------------- | ------------------------------- | --------- |
| 1 | Горки            | посёлок                         | ↘9        |
| 2 | Краснозоринский  | посёлок, административный центр | ↗539      |
| 3 | Стожки           | посёлок                         | ↘26       |
| 4 | Яблоновский      | посёлок                         | ↗392      |

## Население
| 2010 | 2012 | 2013 | 2014 | 2015 | 2016 | 2017 | 2018 | 2019 |
| ---- | ---- | ---- | ---- | ---- | ---- | ---- | ---- | ---- |
| 966  | ↘946 | ↘940 | ↘910 | →910 | ↘876 | ↘860 | ↘834 | ↘815 |
| 2020 | 2021 |      |      |      |      |      |      |      |
| ↘805 | ↘784 |      |      |      |      |      |      |      |